# 透視科技公司

透視科技公司(Insight Technology Inc.)是一家位於美國新罕布夏州倫敦德里的光學設備製造廠商。
透視科技公司主要製造的是槍械類所使用的周邊產品，例如戰術槍燈以及雷射瞄準器，並同時提供給軍方和民間市場。該公司最有名的產品是由美國軍方某些對部隊所採用的雷射外紅點AN/PEQ-2以及AN/PEQ-6 。
2010年時被收購，目前是世界第六大的防務公司L3Harris Technologies旗下的子公司。

## 戰術產品
• Insight XTI Procyon 戰術燈
• Insight ISM 整合式瞄具模組

## 軍用產品
• AN/PEQ-2雷射瞄準器
• AN/PEQ-6戰術燈及雷射模組
• AN/PEQ-5雷射瞄準器
• AN/PEQ-16A戰術燈及雷射模組